# Saint-Loubouer
Saint-Loubouer is een gemeente in het Franse departement Landes (regio Nouvelle-Aquitaine) en telt 426 inwoners (2005). De plaats maakt deel uit van het arrondissement Mont-de-Marsan en van het gemeentelijk samenwerkingsverband Communauté de Communes d'Aire sur l'Adour (CCAA), dat 22 gemeenten in de departementen Landes en Gers omvat.

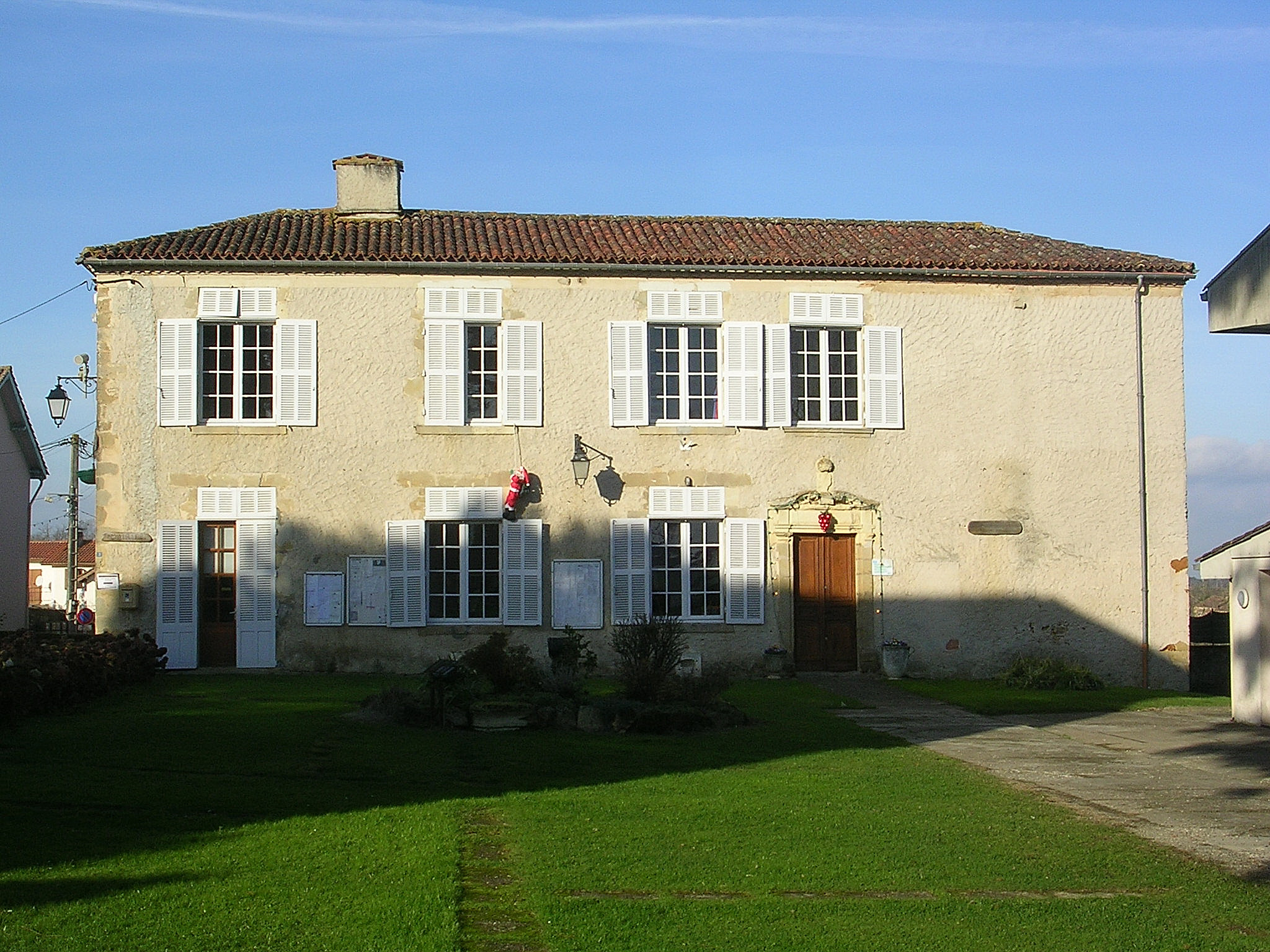
Gemeentehuis
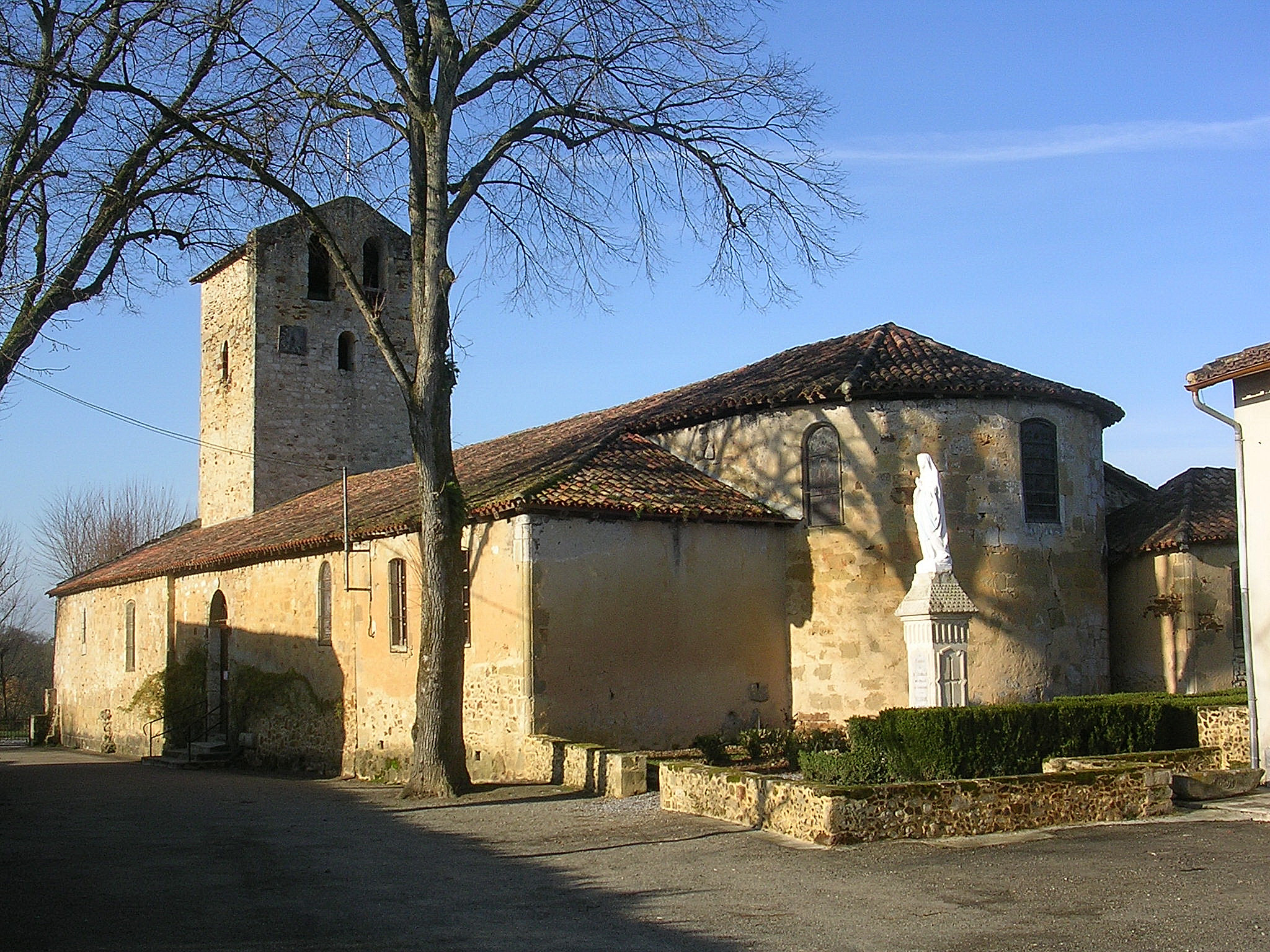
Kerk van Saint-Loubouer

## Geografie
De oppervlakte van Saint-Loubouer bedraagt 17,0 km², de bevolkingsdichtheid is 25,1 inwoners per km².
De onderstaande kaart toont de ligging van Saint-Loubouer met de belangrijkste infrastructuur en aangrenzende gemeenten.

## Demografie
Onderstaande figuur toont het verloop van het inwonertal (bron: INSEE-tellingen).